# Callichilia
Genre
Classification APG III (2009)
Callichilia est un genre de plante à fleurs de la famille des Apocynaceae.

## Espèces
- Callichilia barteri Stapf
- Callichilia basileis Beentje
- Callichilia bequaertii De Wild.
- Callichilia inaequalis Stapf
- Callichilia macrocalyx Gilg
- Callichilia magnifica R.D.Good
- Callichilia mannii Stapf
- Callichilia monopodialis Stapf
- Callichilia orientalis S.Moore
- Callichilia stenosepala Stapf
- Callichilia subsessilis Stapf

Selon World Checklist of Selected Plant Families (WCSP) (21 févr. 2012) :
- Callichilia barteri (Hook.f.) Stapf (1902)
- Callichilia basileis Beentje (1978)
- Callichilia bequaertii De Wild. (1922)
- Callichilia inaequalis Stapf (1902)
- Callichilia monopodialis (K.Schum.) Stapf (1902)
- Callichilia subsessilis (Benth.) Stapf (1902)